# Doris Dragović
Doris Dragović, właśc. Dorotea Dragović (ur. 16 kwietnia 1961 w Splicie) – chorwacka piosenkarka i autorka piosenek. Dwukrotna uczestniczka Konkursu Piosenki Eurowizji: jako reprezentantka Jugosławii (1986) i Chorwacji (1999).

## Życiorys
Karierę muzyczną rozpoczęła w latach 80. jako członkini zespołu More, z którym wydała album pt. Tigrica (1985). Od 1986 rozwija karierę solową. Wydała wówczas pierwszy solowy album pt. Željo moja, a 3 maja, reprezentując Jugosławię z utworem „Željo moja”, zajęła 11. miejsce w finale 31. Konkursu Piosenki Eurowizji w Bergen.
W ciągu kolejnej dekady wydała dziewięć albumów studyjnych: Tvoja u duši, Tužna je noć (oba w 1987), Pjevaj srce moje (1988), Budi se dan (1989), Dajem ti srce (1992), Ispuni mi zadnju želju (1994), Baklje Ivanjske (1995), Rođendan u Zagrebu (1996) i Živim po svom (1996).
W 1999 wydała jedenastą solową płytę pt. Krajem vijeka. Wydawnictwo promowała m.in. singlem „Maria Magdalena”, z którym wygrała w koncercie Dora 1999, zostając reprezentantką Chorwacji w 44. Konkursie Piosenki Eurowizji w Jerozolimie. 29 maja wystąpiła w finale konkursu i zajęła czwarte miejsce. Od 2000 wydała albumy: Lice (2000), Malo mi za sriću triba(2002) i Ja vjerujem (2009). W 2014 wydała album koncertowy pt. Koncert u Lisinskom.

### Życie prywatne
W 1990 wyszła za byłego piłkarza wodnego Mario Budimira. Mają syna Bornego (ur. 1990).

## Dyskografia
Albumy studyjne
- Tigrica (1985; z More)
- Željo moja (1986)
- Tužna je noć (1987)
- Tvoja u duši (1987)
- Pjevaj srce moje (1988)
- Budi se dan (1989)
- Dajem ti srce (1992)
- Ispuni mi zadnju želju (1993)
- Baklje Ivanjske (1995)
- Rođendan u Zagrebu (1996)
- Živim po svom (1997)
- Krajem vijeka (1999)
- Lice (2000)
- Malo mi za sriću triba (2002)
- Ja vjerujem (2009)

Albumy koncertowe
- Koncert u Lisinskom (2014)